# Mobile Instandhaltung
Unter Mobiler Instandhaltung (englisch Mobile Maintenance) wird in der Industrie im Allgemeinen ein Instandhaltungsprozess verstanden, der durch mobile IT-Hilfsmittel (PDA, Smartphone) unterstützt wird.

## Abgrenzung
Der Begriff Mobile Instandhaltung zielt nicht darauf ab, die Instandhaltung außerhalb der Werkstatt von der stationären Instandhaltung abzugrenzen. Genauso wenig bezeichnet er die Instandhaltung an mobilen Objekten (z. B. Busse, U-Bahnen, LKW).

## Geschichte und Methoden
Die Idee der Mobilen Instandhaltung entwickelte sich mit der Verfügbarkeit von leichten, mobilen Endgeräten, z. B. PDA-Geräten mit Windows CE oder Windows Mobile. Aufgrund geringer Benutzerfreundlichkeit und mangelnder Robustheit hat sich die Verbreitung solcher Systeme nur langsam in der Industrie durchgesetzt, obwohl das Interesse an der Technologie seit Jahren vorhanden ist. Die Hauptanwendungen liegen heutzutage in der Unterstützung des Auftragsrückmeldungsprozesses (Rückmeldung im ERP-System wenn die Maschine gewartet und wieder einsatzbereit ist) und zur Erfassung von Zählerständen (z. B. Betriebsstunden) und Arbeitszeiten.
Die vollständige Ablösung des Papiers aus den Instandhaltungsprozessen gelang bislang nicht, da die vorrangig eingesetzten PDA Systeme in der Bedienung zu unergonomisch sind. Die Abbildung eines komplexen Wartungsprotokolls, dass aus mehreren DIN A4 Seiten besteht ist so nur unter großen Mühen für den Ausfüllenden möglich. Daher ist die Akzeptanz in den Werkstätten sehr gering.
Heutige Systeme der mobilen Instandhaltung arbeiten mit ERP-gestützten Programmen und lassen Fernwartungsprotokolle zu. Die Kontrolle und Auswertung erfolgt dabei über standardisierte Listen oder spezialisierte Informationsmodule, die auf den jeweiligen Zweck zugeschnitten werden können. Über die Systeme der mobilen Instandhaltung erhält der Benutzer Informationen über vordefinierte Parameter nahezu in Echtzeit und kann innerhalb bestimmter Grenzen direkt reagieren.
Außerhalb der ERP-Welt kommen zunehmend moderne, cloudbasierte Browserlösungen auf den Markt. Diese komplementären Softwarelösungen bestehen aus einer App und einer Webapplikation. Über herkömmliche Smartphones oder Tablet-PCs erfolgt die Auftragszuweisung an die Mitarbeiter. Je ausgereifter die App, desto mehr technische Raffinessen sind darin enthalten. Zu den must-haves gehören Eigenschaften wie:
- personalisierter Benutzer-Login
- Echtzeit-Synchronisierung
- einfacher Menüaufbau
- große Symbole
- editierbare Reihenfolge der Aufgaben
- vollwertiger Offline-Betrieb
- Funktionen: Check- und Prüflisten, Zähler- und Messwerterfassung, Signatur- und Fotofunktion

Weitere Merkmale bei weiterentwickelten Systemen sind beispielsweise:
- freie Konfiguration von Inhalten durch intuitive Bedienung (ohne Programmiersprachenkenntnisse)
- Dokumentationsabruf
- Barcode/RFID – Identifizierung von Maschinen und Gebäuden
- durchgängige Protokollierung aller Aktivitäten
- weitere Funktionen: formularbasierte Störungsmeldungen, mobile Erfassung von Aufgaben und Störungen, Auslösen von Aufgaben oder E-Mail-Benachrichtigungen bei Fehlern und Grenzwertverletzungen (Eskalationsstufen), Deaktivierung der App bei Verlust des mobilen Endgerätes

Die cloudbasierte Browserlösung dient zur Konfiguration der App-Menüs und beinhaltet üblicherweise die Benutzerverwaltung, Endgeräteverwaltung, Kalenderfunktion, Auswertungsmodul mit Berichtswesen und einem zentralen Dashboard für das Auslösen/Weiterleiten von Aufgaben und Störungsmeldungen.

## Vorteile
Im Gegensatz zur nicht-IT-unterstützen klassischen Instandhaltung sollen folgende Vorteile realisiert werden:
- Vermeidung des Medienbruchs beim Ausdrucken/Einscannen der Instandhaltungsdokumentation
- Höhere Verfügbarkeit der Wartungsobjekte durch schnellere Rückmeldung des Abschlusses der Wartungsarbeiten
- Effizienterer Einsatz der Mitarbeiter durch Zuteilung von Arbeitsaufträgen ohne Rückkehr in die Werkstatt
- Einfache Abrechnung von Dienstleistungen und Ersatzteilen